# Grimmia macroperichaetialis
Grimmia macroperichaetialis är en bladmossart som beskrevs av Greven 1998. Grimmia macroperichaetialis ingår i släktet grimmior, och familjen Grimmiaceae. Inga underarter finns listade i Catalogue of Life.